# Liste des seigneurs de Bailleul
La liste des seigneurs de Bailleul rassemble les titulaires de la seigneurie puis châtellenie de Bailleul, en Flandre française, des origines à 1421.
Bailleul eut pour seigneurs les premiers comtes de Flandre, puis, lors de l'organisation
des châtellenies, ses châtelains prirent le nom du chef-lieu de leur juridiction.
Selon un ancien manuscrit de la bibliothèque de Douai Arnoul de Gramines, vivant en 1062 aurait été le premier seigneur de Bailleul qui prit le nom de sa châtellenie, mais Francis Bayley dans The Bailleuls of Flanders and the Bayleys of Willow Hall écrit que cette généalogie est erronée dans ses premiers degrés et donne une généalogie à partir de Baudouin II de Bailleul qui serait l'arrière-petit-fils d'Arnoul de Gramines.

## Liste
| Nom                                                                     | Dates          | Épouse                                                           |
| ----------------------------------------------------------------------- | -------------- | ---------------------------------------------------------------- |
| Arnoul de Gramines (mis en doute)                                       | vit vers 1062  | fille de Geoffroy, sire de Melvalle                              |
| Baudouin Ier de Bailleul (filiation mise en doute)                      | vivant en 1096 | Plectrude fille du seigneur d'Acquinghem                         |
| Baudouin II de Bailleul, fils de Baudouin Ier (filiation mise en doute) | vivant en 1116 | Euphémie de Saint-Omer                                           |
| Gérard de Bailleul, fils de Baudouin II                                 | ?              | Helduine, fille du châtelain de Bergues ou du châtelain de Gand. |
| Baudouin III de Bailleul, fils de Gérard                                | † 1187 ?       | Agnès, fille d'Anselme, châtelain d'Ypres.                       |
| Baudouin IV de Bailleul, fils de Baudouin III                           | ?              | Mabilie de Bourbourg                                             |
| Adam de Wallincourt, châtelain d'Ypres et de Bailleul                   | ?              | Mabilie de Bailleul, fille de Baudouin III                       |
| Hugues, seigneur de l'Hallier, vicomte de Rethel                        | ?              | Mabilie de Bailleul, idem                                        |
| Baudouin de Comines                                                     | ?              | Marguerite de Bailleul, fille de Mabilie et de son second époux  |
| Jean d'Aubigny                                                          | ?              | Marie de Bailleul, fille de Baudouin III                         |
| Hugues d'Aubigny, fils de Jean                                          | ?              | ?                                                                |
| Pierre de Witteke, chevalier, seigneur de Rache                         | ?              | fille d'Hugues d'Aubigny                                         |
| Enguerrand de Witteke, écuyer, châtelain de Rache, fils de Pierre       | ?              | ?                                                                |
| Baudouin de Bailleul                                                    | - 1295         | Agnès                                                            |
| Gui de Dampierre, Comte de Flandre                                      | 1295 - 1305    | Jeanne de Flandre                                                |
| Jean de Namur, fils de Guy de Dampierre                                 | 1305 - 1330    | Marguerite de Clermont & Marie d'Artois                          |
| Guillaume Ier de Namur, fils de Jean                                    | 1330 - 1391    | Jeanne de Beaumont & Catherine de Savoie                         |
| Guillaume II de Namur, fils de Guillaume Ier                            | 1391 - 1418    | Jeanne de Hainaut, comtesse de Soissons                          |
| Louis de Namur, fils de Jean Ier                                        | ?              | Isabelle de Roucy                                                |
| Jean III de Namur, fils de Guillaume Ier                                | ?              | sans alliance                                                    |

## Transmission
Le 10 mai 1295, Baudouin, châtelain de Bailleul, chevalier, et dame Agnès, sa femme, vendent à Guy de Namur, fils du comte de Flandre, la châtellenie de Bailleul avec toutes les terres, revenus, hommages et autres droits qui leur appartenaient, ainsi que tout ce qu'ils possédaient dans les territoires de Cassel et de Bailleul qu'ils tenaient en fief du comte de Flandre, pour la somme de trois mille livres parisis. Bailleul relève désormais des Flandre-(Dampierre)-Namur.
Le 27 mars 1421, Jean de Flandre, comte de Namur, seigneur de Bailleul, déclare qu'étant âgé, privé de famille, et pour le bien-être de ses sujets à l'avenir, il a vendu le comté de Namur, ses appartenances, et les châtellenies de Bailleul et de Béthune à Philippe le Bon, duc de Bourgogne. L'adhéritement lui en fut conféré le 8 juin suivant par le bailly et les hommes de fief de la salle d'Ypres.
À partir de cette époque, Bailleul releva directement des ducs de Bourgogne, puis de la maison impériale des Habsbourg d'Autriche, de la maison royale des Habsbourg d'Espagne et enfin du royaume de France à la suite de la conquête de Monsieur, frère du roi Louis XIV.

## Autres seigneuries
À côté de la seigneurie principale de Bailleul dont le titulaire fut rapidement détenteur de la châtellenie de Bailleul, il exista sur le territoire nombre de seigneuries secondaires. Ainsi, le 31 août 1651, sont données à Madrid des lettres de chevalerie pour Jean Ignace de La Fosse, seigneur de Drynckam (sur Bailleul), à ne pas confondre avec Drincham (seigneurs de Drincham). Le dit De La Fosse s'est mis à la solde du régiment du mestre de camp dom Francises Deza, a servi à ses dépens l'espace de deux ans, a exposé sa vie au siège d'Ypres où il a reçu un coup de mousquet à la tête et une autre blessure à Lens; son frère aîné Antoine de La Fosse a eu à sa charge l'artillerie en la ville de Gravelines du temps et durant le gouvernement su sieur de La Motte-Pardieu, après avoir suivi les années pendant plusieurs années sous la conduite du comte d'Egmont (Lamoral (comte d'Egmont); Jean de La Fosse, son père, servant dans le régiment du comte de La Motterie s'est trouvé aux sièges de Wesel, Berg-op-Zoom, et a été nommé capitaine commandant au fort de L'Écluse; lui-même remontrant s'est toujours conduit en gentilhomme, et à l'imitation de ses ancêtres, s'est allié noblement à Anne Jeanne Obert, fille de Louis, chevalier, seigneur de Godiempez, lieutenant de la gouvernance de Lille et de Marie de Nieuwenhove, fille de feu François, seigneur de Noyelles, conseiller-maître de la chambre des comptes de Lille.